# Tamest
Tamest là một đô thị thuộc tỉnh Adrar, Algérie. Dân số thời điểm năm 2002 là 6.658 người.